# 檀溪
檀溪位於湖北省襄陽市，為襄陽市人民政府、襄城區人民政府所在地，原為檀溪村，但於2008年改制行政區級為檀溪居委會，目前人口在1800人左右。
檀溪之名由來，古代這個地區原為湖泊，因此地氣候濕潤，又因青檀喜生於溫暖潮濕之地，所以本地青檀樹生長繁盛，故稱“檀溪”。而且因此地山水秀麗，風景迷人。千百年來，無數文人學士來此遊覽，發思古之幽情，而留下許多詩篇，如唐代出身於襄陽的田園派詩人孟浩然《檀溪尋故人》詩：“花伴成龍竹，池分躍馬溪。 田園人不見，疑向洞中棲。”  。

## 地理
檀溪位於襄陽城以西，真武山、琵琶山以北，漢江以南，古時曾為大湖，據《水經注》記載，“檀溪水，出縣西柳子山下，東為鴨湖，湖之北渠溪水所導。又鴨湖皆山水所匯，曝則成陸，潦則成湖。”，有此描述可知自襄陽城西門外至萬山，南至真武山、琵琶山，北至老龍堤，都曾是檀溪湖（又稱鴨湖）的水域範圍，所以現今這區域也有十里檀溪之稱。

## 歷史
檀溪是著名章回小說三國演義「蔡夫人隔屏聽密語 劉皇叔躍馬過檀溪」章節中，劉備騎乘的盧驚險“一躍三丈過檀溪”逃離蔡瑁追殺的場景發生地，而當年劉備、關羽及張飛三顧茅廬請孔明出隆中時，也是經由此處。
自襄陽建城以來，其東、南、北三面因地形而為易守難攻的形勢，唯獨西城門是突破口，所以歷史上，能成功攻克襄陽的戰役指揮官都是利用今日襄城區的主要幹道──檀溪路，作為其軍事行動的要地，如南宋初年，名將岳飛收復襄陽，便是利用此地，以步兵戰術大破金軍騎兵，明末，李自成“雄兵十萬取襄陽，旗鼓驚天菊正黃”、張獻忠“砍破襄陽刀小試，削平巴蜀劍重磨”等等，以及1948年夏襄陽之戰，解放軍中將王近山他以“刀劈三關，猛虎掏心”的戰術，先攻下西門附近的羊祜山，再以城西的漢江與城南山區之間一條狭窄的通道直接兵臨城下，而後破城，並活捉當時國民政府軍襄陽指揮官康澤 。
近幾年，因檀溪附近區域進行大規模都市化改造工程，这些工地里挖掘出許多唐、宋代古墓群及遺跡，這些發現也使本地成為考古研究的發掘地。

## 發展
由於2005年底市政府、區政府的遷入，並隨著政經發展而加速本區的都市化，因此舊檀溪落後的基礎建設、生活水準、居住環境，凸顯了城鄉差距的問題。因此，有關單位為檀溪進行現代化建設勢在必行。
2006年3月，該任襄樊市委書記於檀溪做出區域調查研究後提出要對檀溪進行改造，以達到提升城市形象，又可造福村民之目的。之後，相關人員多次到達武漢、西安等地進行“城中村”考察，吸取相關經驗，為檀溪“城中村”改造奠定基礎。2007年1月，襄樊市政府通過《支持襄城區檀溪村民房改造工作的意見》，依據此規則，做好房屋評估、拆遷、居民安置等工作。同年7月，市政府批准並準備實施《檀溪新區控制性詳細規劃》，為檀溪改造提供依據。隔年1月，改造工程開始動工，工程面積9.626公頃，預計兩年內完工。
而最新的工程規劃，加入長虹南路、万山、環山路及峴山等地，劃入面積達1300公頃，主要工程為漢江三橋以及檀溪湖公園。
　　